# Åke Ödmark
Åke Ödmark, född den 29 oktober 1916 i Svaningen, Strömsund, död den 4 september 1994 i Stockholm, var en svensk friidrottare i höjdhopp.
Han tävlade för IFK Strömsund och senare för MP i Stockholm. Ödmark blev Stor grabb nummer 98 år 1940. 

## Främsta meriter
Ödmark hade det svenska rekordet i höjdhopp 1939-1946.

## Idrottskarriär

### Höjdhopp
Vid OS i Berlin 1936 kom Ödmark tolva i höjdhopp med höjden 1,85.
Den 19 augusti 1939 förbättrade Ödmark Kurt Lundqvists svenska rekord i höjdhopp från 1937 (1,98), genom att i Stockholm hoppa 1,99. Den 22 juni 1941 förbättrade han på Tingvalla i Strömsund sitt svenska rekord till 2,00. Rekordet skulle han få behålla till 1946 då Gunnar Lindecrantz slog det; denne hoppade 2,01.